# 東ヨーロッパ夏時間
東ヨーロッパ夏時間（ひがしヨーロッパなつじかん、Eastern European Summer Time：略称EEST）は、東ヨーロッパ時間の夏時間のことである。
協定世界時（UTC）を3時間進ませた標準時で、東ヨーロッパ時間より1時間進めた時間である。
3月の最終日曜日午前3時（=夏時間4時）から10月の最終日曜日夏時間午前4時（=標準時3時）までの期間、適用される。
| 年     | 開始                    | 終了                     |
| ------ | ----------------------- | ------------------------ |
| 2014年 | 3月30日(日) 01:00 (UTC) | 10月26日(日) 01:00 (UTC) |
| 2015年 | 3月29日(日) 01:00 (UTC) | 10月25日(日) 01:00 (UTC) |
| 2016年 | 3月27日(日) 01:00 (UTC) | 10月30日(日) 01:00 (UTC) |
| 2017年 | 3月26日(日) 01:00 (UTC) | 10月29日(日) 01:00 (UTC) |
| 2018年 | 3月25日(日) 01:00 (UTC) | 10月28日(日) 01:00 (UTC) |
| 2019年 | 3月31日(日) 01:00 (UTC) | 10月27日(日) 01:00 (UTC) |
| 2020年 | 3月29日(日) 01:00 (UTC) | 10月25日(日) 01:00 (UTC) |